# Tetra Brik
Cet article court présente un sujet plus développé dans : Tetra Pak.

Ensemble de Tetra Brik.

Tetra Brik est un nom de marque pour un emballage en carton produit par la société d'emballage suédoise Tetra Pak. Sa forme est cubique ou cuboïde, et il est disponible avec ou sans un bouchon (qui peut être différent).